# Aeonium glutinosum

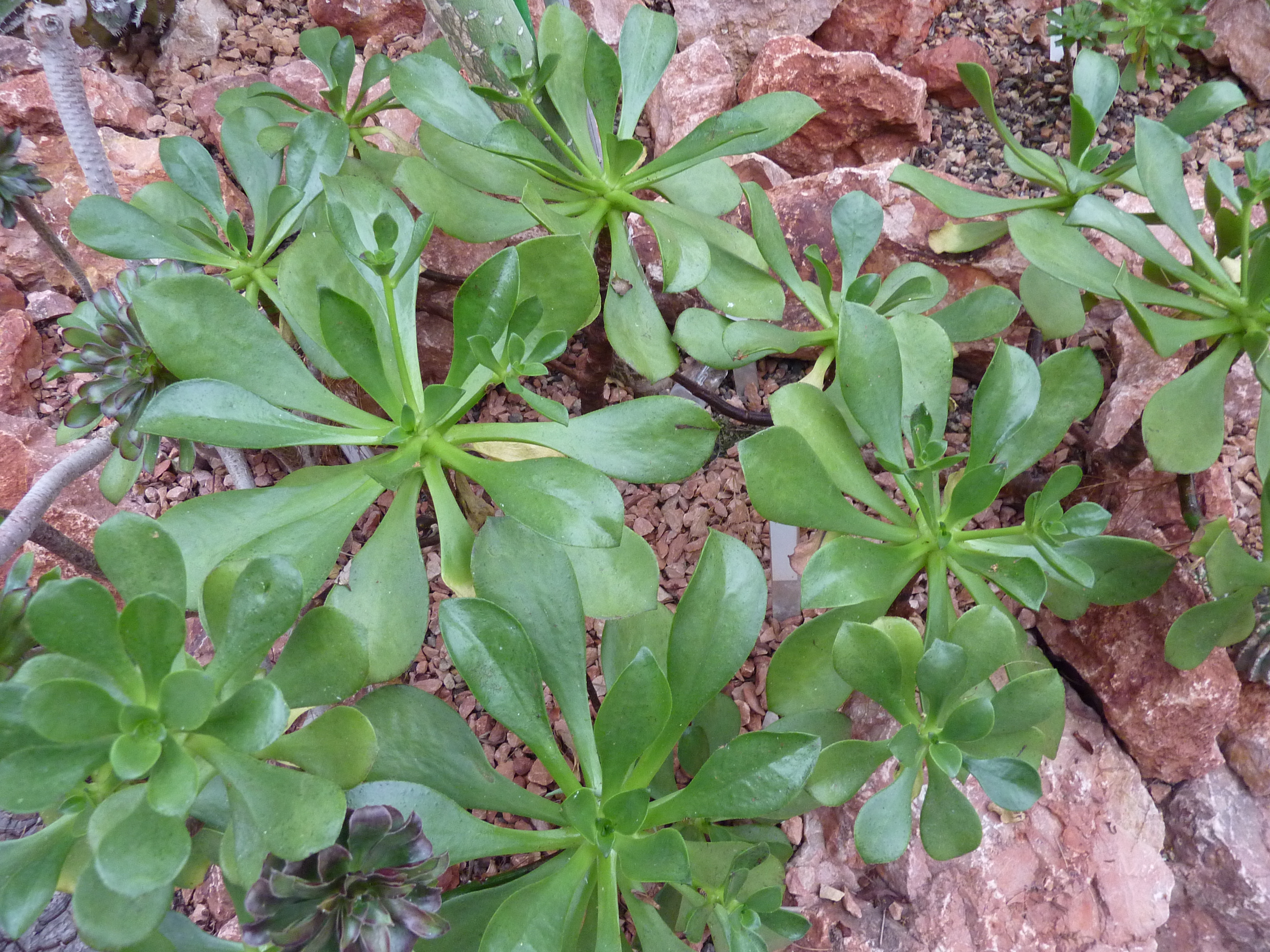
Vista de la planta

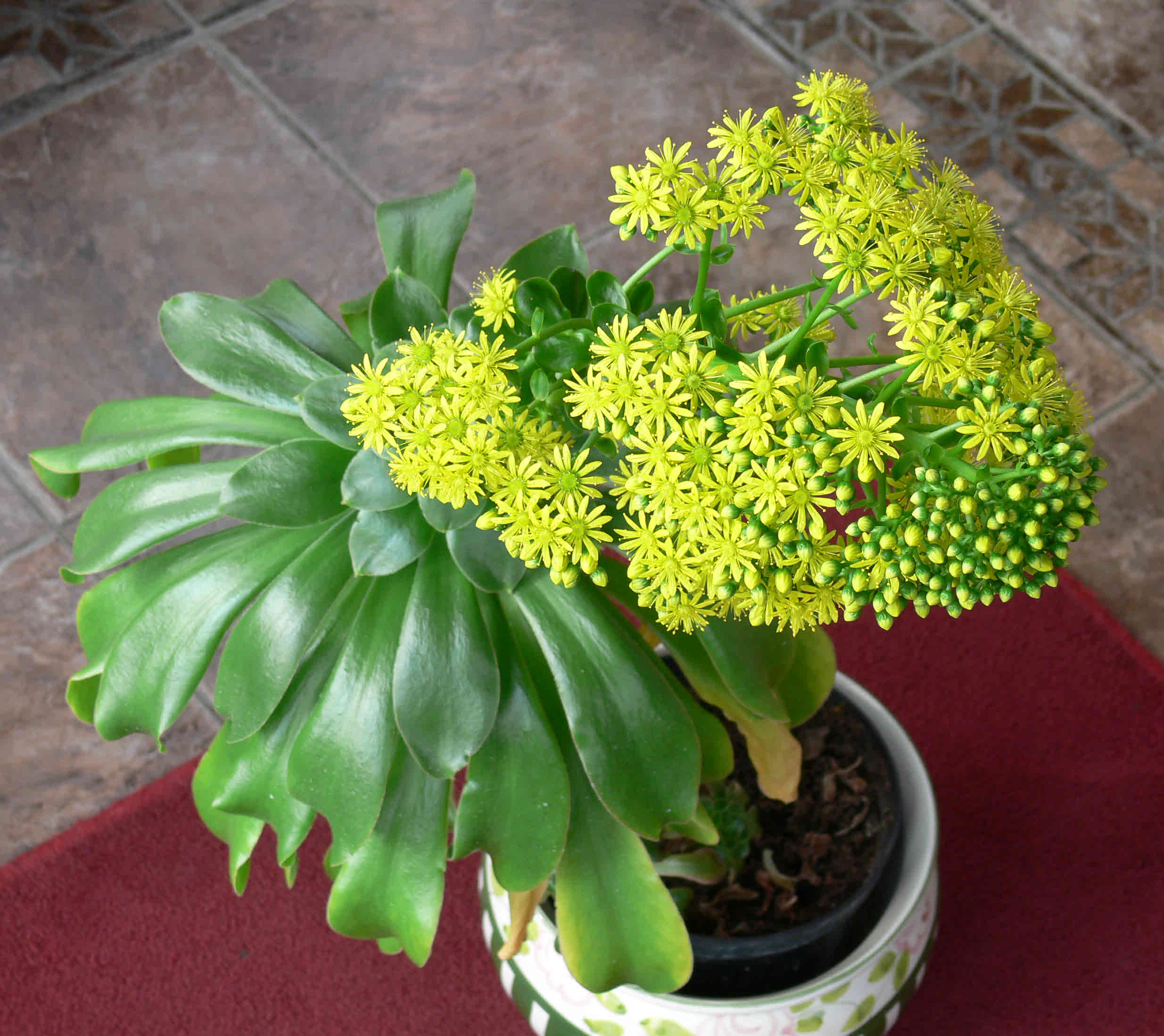
Inflorescència

Aeonium glutinosum és una espècie de planta de la família de les Crassulàcies endèmica de l'arxipèlag portuguès situat a l'Atlàntic nord conegut com a Madeira. És una planta crassa que habita sobre roquissars, creixent per sobre dels 400 m a llocs oberts i assolellats. El cultiu ha de ser en zones càlides, assoleiades i no exposades a períodes en què la temperatura sigui de sota zero, ja que li seria perjudicial
És una planta que presenta un port de tipus arbustiu però molt baixet arran de terra i que poden arribar a fer 1.5 metres d'alçada segons la varietat. Poden formar matolls de poc diàmetre i constituït de rosetes baixes i acostumen a formar diverses tiges florals.
Les fulles són verdes i crasses, una morfologia típica de zones càlides i seques; i presenten els marges llisos.
Les flors són de color groc i es presenten en una inflorescència laxa.
Aeonium glutinosum va ser descrita per Philip Barker Webb i Sabin Berthelot i publicada a Histoire Naturelle des Îles Canaries 1: 193. (Hist. Nat. Îles Canaries)

## Etimologia
- Aeonium: nom genèric que deriva del grec aionion = que significa etern o sempre viu, possiblement derivat del nom llatí "aeonium" que va ser aplicat per Dioscórides a les plantes crasses.
- glutinosum: epítet llatí que significa "aglutinat".[5]